# Dominic Maroh
Dominic Maroh est un footballeur international slovène né le 4 mars 1987 à Nürtingen en Allemagne. Il évolue au poste de défenseur central au KFC Uerdingen 05.

## Biographie
Il a commencé le football en jouant au poste de gardien, puis il a évolué deuxième ligne.[réf. nécessaire]
Le 19 septembre 2018, libre après la fin de son contrat avec le FC Cologne, il s'engage avec le KFC Uerdingen 05, qui évolue alors en 3. Liga.

## Palmarès

### En club
FC Cologne
- 2. Bundesliga
  - Vainqueur : 2013-2014.